# 사후 변화
사후 변화(死後変化, post-mortem interval, PMI)는 동물이 사망한 후에 나타나는 현상의 총칭으로, 사체현상이라고도 불린다. 동물에게는 사후 자기소화, 사후강직, 시반, 사랭, 사후응혈, 부패, 건조 등의 변화가 생긴다. 이 변화는 생전상태, 사인, 사후의 경과시간, 시체주위의 환경에 의해 다르다. 병리해부에 대해 사후변화와 병변의 구별이 필요하다. 자기소화는 세포나 조직이 자신에게 포함되는 효소에 의해 단백질, 지방질, 당질 등을 분해해 부드러워지는 것이고, 사후강직은 근육 안의 ATP의 감소에 의해 액틴과 미오신의 해리가 일어나지 않게 되어, 근육이 경화, 단축하는 현상이다. 시반은 혈액이 중력에 의해 하부의 정맥이나 모세혈관에 충만해, 피부가 보라색 적색 내지 암적색으로 착색하는 것이고, 사랭은 체온이 외부의 온도까지 저하하는 현상이다.
- 사후 변화에는 다음과 같은 것들이 있다.
- 자가융해
- 사후강직,
- 시반,
- 사망 후의 체온강하,
- 사후응혈,
- 부패,
- 건조
- 사망 후의 거인화

## 이상 사후 변화, 시체 변화
- 미이라화
- 시랍화
- 시태침연

## 같이 보기
- 포르말린
- 돌연사
- 관내분만
- 구상도

## 참고 문헌
- 법의학, 윤중진, 고려의학, 1995.
- 최신법의학, 문국진, 일조각, 2001.
- 이윤성, 법의학의 세계, 살림출판사, 2003. ISBN 89-522-0143-4
- 강대영, 강현욱, 곽정식 외 9인, 법의학, 정문각, 2007. ISBN 978-89-7742-360-2
- 황적준, 법의학의 이해, 고려대학교 의과대학 강의록, 2010.

- 일본 수의병리학회 편집 「동물병리학총론 제2판」문영당출판 2001년 ISBN 4830031832
- 이토 시게루 「사체의 변화와 관리」테루바야시사 2009년 ISBN 9784796521956
- 이토 시게루 「사체관리의 지식과 기술」중앙 법규 2013년 ISBN 9784805838075